# Prinzendorf an der Zaya
Prinzendorf an der Zaya ist eine Ortschaft und als Prinzendorf eine Katastralgemeinde der Gemeinde Hauskirchen im Bezirk Gänserndorf in Niederösterreich. Die Ortschaft hat 489 Einwohner (Stand 1. Jänner 2024). Bis Ende 1970 war Prinzendorf an der Zaya eine eigenständige Gemeinde.

## Geografie
Die Ortschaft befindet sich westlich von Hauskirchen am südlichen Gestade der Zaya. Der Eselsbach mündet knapp außerhalb des Ortes von rechts in die Zaya. Die Lokalbahn Korneuburg–Hohenau verfügt hier über den Bahnhof Prinzendorf-Rannersdorf.

## Geschichte
Die erste Erwähnung des Ortes erfolgte um 1120 unter dem Namen „Prunsindorf“ in einer Stiftung eines Hademar Spede an das Stift Klosterneuburg und um 1140 vergibt Hugo von Liechtenstein ein Lehen in „Prumsendorf“ an das Stift Klosterneuburg.
König Ottokar übernachtet vor der Schlacht bei Dürnkrut und Jedenspeigen in Prinzendorf.
1423 wird in einem Lehensbrief für den Ort ein Marktrecht bestätigt.
Laut Adressbuch von Österreich waren im Jahr 1938 in der Ortsgemeinde Prinzendorf ein Bäcker, ein Binder, zwei Fleischer, ein Friseur, ein Fuhrwerker, zwei Gastwirte, fünf Gemischtwarenhändler, eine Milchgenossenschaft, ein Müller, ein Sattler, zwei Schlosser, zwei Schmiede, zwei Schneider und drei Schneiderinnen, drei Schuster, ein Spengler, drei Tischler, zwei Viehhändler, zwei Viktualienhändler, zwei Wagner, ein Weinsensal und einige Landwirte ansässig. Etwas außerhalb des Ortes gab es eine Ziegelei.

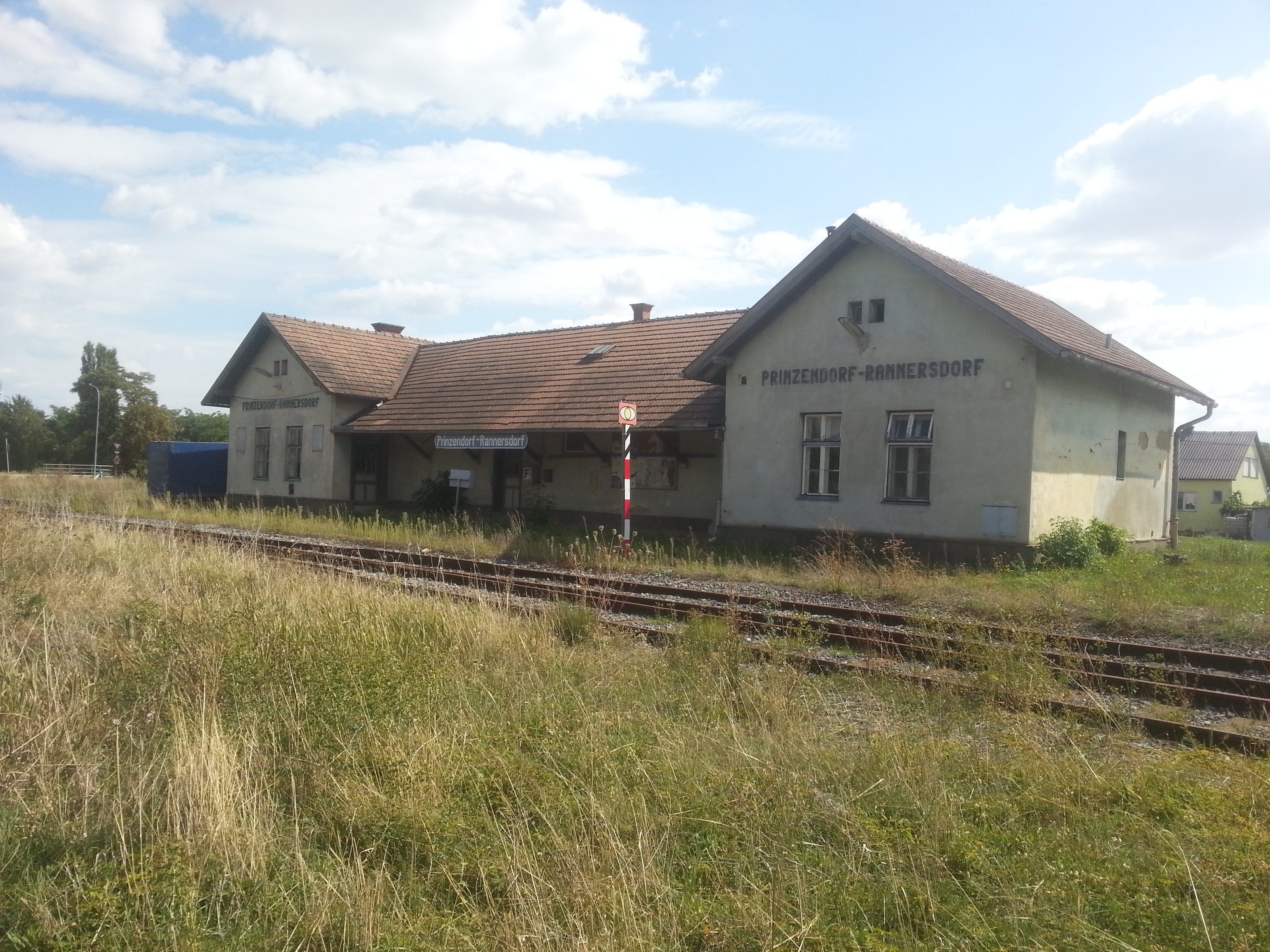
Bahnhof Prinzendorf - Rannersdorf

Mit 1. Jänner 1971 wurden im Zuge der Niederösterreichischen Kommunalstrukturverbesserung die bis dahin selbständigen Gemeinden Rannersdorf an der Zaya und Prinzendorf an der Zaya nach Hauskirchen eingemeindet.

## Kultur und Sehenswürdigkeiten

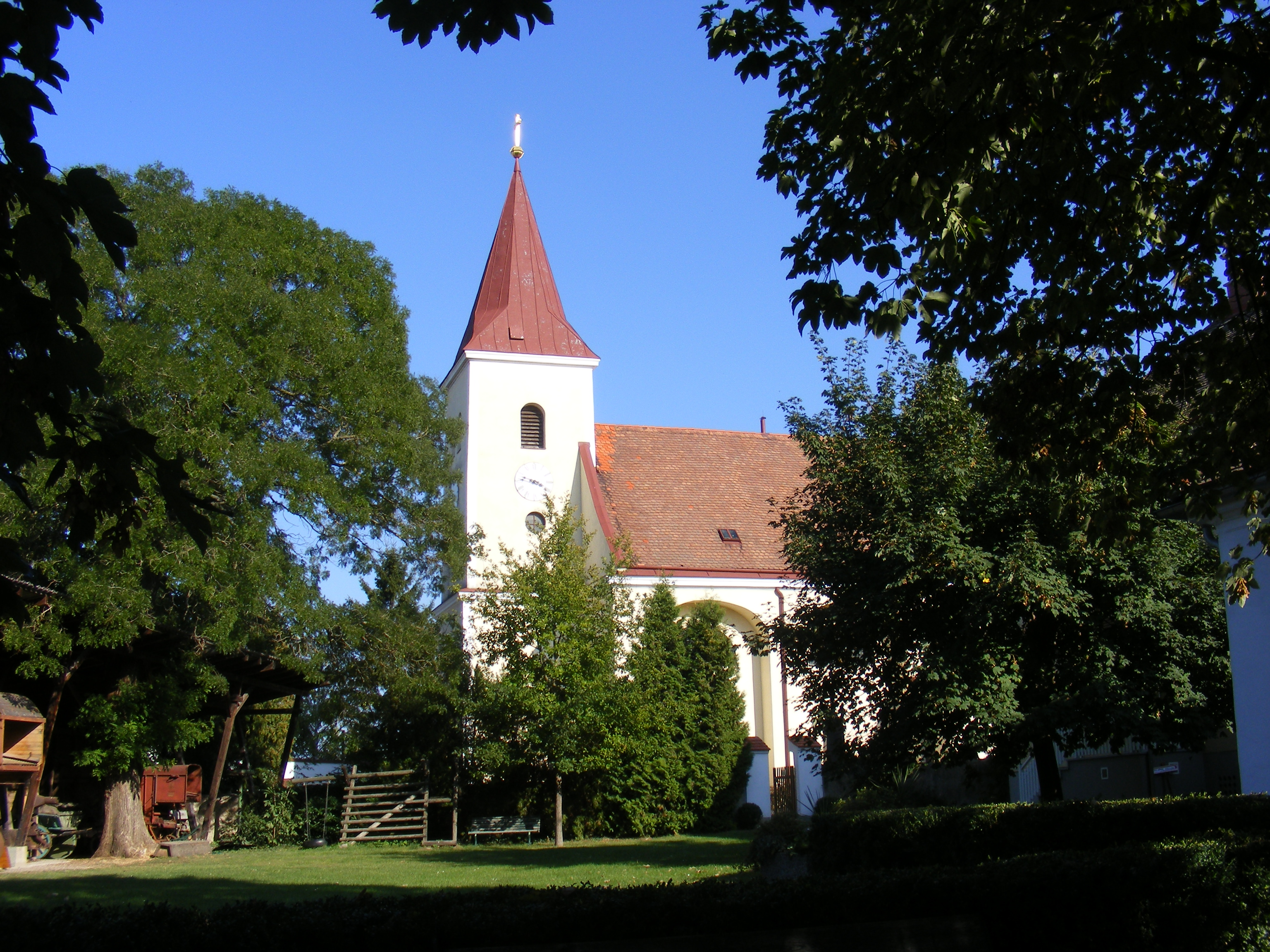
Pfarrkirche Prinzendorf an der Zaya

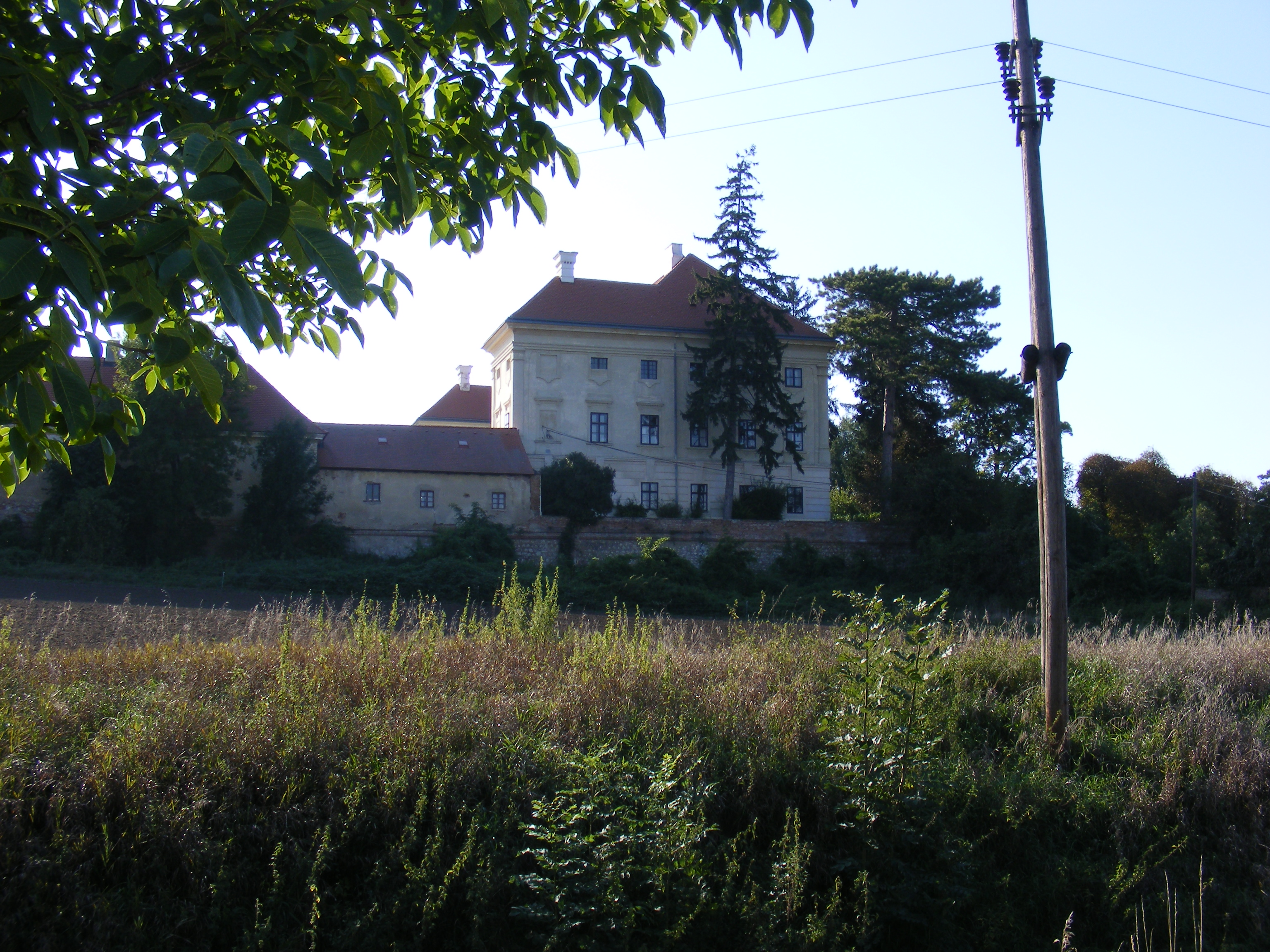
Schloss Prinzendorf

- Katholische Pfarrkirche Prinzendorf an der Zaya hl. Markus
- Schloss Prinzendorf: An der Planung des langgestreckten Barockbaus war Franz Anton Pilgram beteiligt.[5] Das Schloss war im Besitz des Künstlers Hermann Nitsch, der hier ab 1971 regelmäßig seine „Orgien-Mysterien-Spiele“ veranstaltete.

## Persönlichkeiten
- Johann Eberhard Jungblut (1722–1795), katholischer Geistlicher und „Erdäpfelpfarrer“
- Hermann Nitsch (1938–2022), Maler und Aktionskünstler